# Communauté de communes du canton de Brouvelieures
La Communauté de communes du canton de Brouvelieures (CCCB) est une ancienne communauté de communes française, qui était située dans le département des Vosges et la région Lorraine.

## Histoire
La Communauté de communes du canton de Brouvelieures a été créée le 29 décembre 1998.
Le 1er janvier 2014, la structure fusionne avec les communautés de communes de l'Arentèle-Durbion-Padozel et de la Vallée de la Vologne pour donner naissance à la Communauté de communes Vologne-Durbion,.

## Composition
Elle était composée de 8 communes :
- Brouvelieures (siège)
- Bois-de-Champ
- Belmont-sur-Buttant
- Domfaing
- Fremifontaine
- Mortagne
- Les Rouges-Eaux
- Vervezelle

## Budget et fiscalité
- Total des produits de fonctionnement : 1 083 000 euros, soit 212 euros par habitant
- Total des ressources d’investissement : 98 000 euros, soit 19 euros par habitant
- Endettement : 0 euros, soit 0 euros par habitant[3].

## Administration
| Période                                  | Période          | Identité         | Étiquette | Qualité                                                                                        |
| ---------------------------------------- | ---------------- | ---------------- | --------- | ---------------------------------------------------------------------------------------------- |
| Les données manquantes sont à compléter. |                  |                  |           |                                                                                                |
|                                          | 1er janvier 2014 | Etienne Pourcher | PS        | Maire de Fremifontaine (2001-2014) Conseiller général du canton de Brouvelieures (depuis 1998) |